# Claudine Tatibouet
Claudine Tatibouet es una deportista francesa que compitió en vela en la clase Laser Radial. Ganó una medalla de bronce en el Campeonato Europeo de Laser Radial de 1986.

## Palmarés internacional
| Campeonato Europeo | Campeonato Europeo | Campeonato Europeo | Campeonato Europeo |
| Año                | Lugar              | Medalla            | Clase              |
| ------------------ | ------------------ | ------------------ | ------------------ |
| 1986               | Morges (Suiza)     | Medalla de bronce  | Laser Radial       |